# 豐明銀行
豐明銀行是一家于香港成立的銀行，為大新金融集團成員，它的前身為安新私人銀行有限公司（前身為永安銀行）。大新銀行在2000年9月收購安新私人銀行有限公司的少數股東股權後，將後者的私人銀行業務（包括貸款及存款）轉入大新銀行，而安新私人銀行有限公司在2001年3月2日正式易名為豐明銀行。
2010年11月，大新銀行與豐明銀行進行品牌整合，大新銀行會收歸豐明銀行除中環分行外的所有分行。
2011年5月9日起，豐明銀行中環分行結束營業，有關銀行服務由位於香港告士打道108號大新金融中心37樓3704室的新總行提供。2012年起停業。